# Umm at-Tujur (Hama)
Umm at-Tujur (arab. أم الطيور) – miejscowość w Syrii, w muhafazie Hama. W 2004 roku liczyła 2588 mieszkańców.